# Дражна Ноуа (Калараш)
Дражна Ноуа (рум. Drajna Nouă) насеље је у Румунији у округу Калараш у општини Драгалина. Oпштина се налази на надморској висини од 36 m.

## Становништво
Према подацима из 2002. године у насељу је живело 1115 становника, од којих су сви румунске националности.